# Riousiaoua
Riousiaoua (altgriechisch Ῥιουσιαούα; lateinisch Riusiava) ist ein Ortsname, der in der Geographia des Claudius Ptolemaios als einer der in der südlichen Germania magna im Westen und entlang der Donau liegenden Orte (πόλεις) mit 31° 00' Länge (ptolemäische Längengrade) und 47° 30' Breite angegeben wird. Riousiaoua liegt damit nach Ptolemaios an der Donau zwischen Arae Flaviae und Alkimoennis. Wegen des Alters der Quelle kann eine Existenz des Ortes um 150 nach Christus angenommen werden. Bislang gilt der antike Ort als nicht sicher lokalisiert.

## Lokalisierung
In der ersten Hälfte des 20. Jahrhunderts stellte der provinzialrömische Forscher Robert Knorr die These auf, dass Rißtissen wohl mit Riousiaoua gleichzusetzen sei. Der Archäologe Oscar Paret folgte ihm in dieser Hypothese.
Der Prähistoriker Rolf Nierhaus und der Archäologe Thomas Knopf wandten sich in der Folge gegen Knorr und Paret, sie setzten Riousiaoua mit dem  im 1. Jahrhundert v. Chr. genutzten keltischen Oppidum Heidengraben auf der Schwäbischen Alb  bei Grabenstetten im Kreis Reutlingen in Baden-Württemberg gleich.
Ein interdisziplinäres Forscherteam um Andreas Kleineberg, das die Angaben von Ptolemaios neu untersuchte, bestätigt Nierhaus und Knopf, indem es Riousiaoua anhand der transformierten antiken Koordinaten mit dem Heidengraben bei Grabenstetten in Verbindung bringt.
Die prähistorische Archäologin Sabine Rieckhoff lehnt die Heidengraben-These ab, da die „althistorisch-philologisch orientierte Forschung“ „entgegen dem archäologischen Befund“ an dem Zusammenhang von Riousiaoua mit dem Heidengraben bei Grabenstetten festhalte. Auch einer Gleichsetzung mit Rißtissen hat sie in ihren Ausführungen nicht zugestimmt.

## Etymologisches
Albrecht Greule setzt den Namen mit dem Flussnamen Riß gleich, der in den ältesten Erwähnungen als Riussaiam (anno 1293) erscheint. Laut Greule gehe diese Form wohl auf ein ins Germanische übernommenes Riusiava zurück. Für Greule liegt möglicherweise ein westindogermanischer, vorgermanischer Flussname vor, der offenbar auf den Ortsnamen übertragen wurde.